# Chandrika Kumaratunga

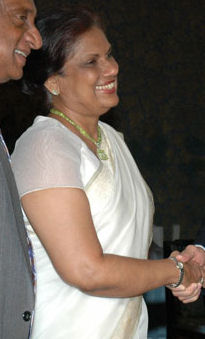
Chandrika Kumaratunga

Chandrika Bandaranaike Kumaratunga (Singalees: චන්ද්‍රිකා බණ්ඩාරනායක කුමාරතුංග Tamil: சந்திரிகா பண்டாரநாயக்கே குமாரதுங்கா) (Athenegalle, 29 juni 1945) was president van Sri Lanka van 1994 tot 2005.
Haar vader, Solomon West Ridgeway Dias Bandaranaike (of, S. W. R. D. Bandaranaike), was minister toen ze werd geboren en werd later minister-president. Toen Kumaratunga 14 jaar oud was, werd haar vader vermoord. Zijn echtgenote, Chandrika's moeder, Sirimavo Bandaranaike, werd daarop, op 21 juli 1960, de eerste vrouwelijke minister-president ter wereld. Chandrika huwde de acteur en politicus Vijaya Kumartunga in 1978. Deze werd vermoord in 1988 door het extreem-nationalistische "Volksbevrijdingsleger" (JVC).
Ze studeerde aan de Universiteit van Aix-Marseille en aan de prestigieuze Sciences Po in Parijs.
Van 1976 tot 1979 was ze als deskundige-adviseur werkzaam bij de Voedsel- en Landbouworganisatie (FAO) van de Verenigde Naties.
Chandrika Kumaratunga werd minister-president in 1994 en kort daarop president van Sri Lanka. Ze benoemde haar moeder tot minister-president. Aanvankelijk probeerde ze met verzoeningspogingen een eind te maken aan de burgeroorlog met de Tamiltijgers, maar dit had geen succes. Sindsdien liet ze gewapenderhand optreden, waardoor het geweld toenam. Kumaratunga werd herkozen in 1999, nadat ze tijdens haar campagne gewond was geraakt bij een bomaanslag door een Tamil-zelfmoordcommando.
In 2001 won de oppositiepartij Verenigd Nationaal Front de parlementsverkiezingen, en vanaf 9 december 2001 was haar tegenstander Ranil Wickremesinghe premier. Zeer tegen de zin van Kumaratunga begon hij vredesonderhandelingen met de Tamiltijgers in Oslo onder bemiddeling van de Noorse regering. In 2003 kwam zelfs een akkoord tot stand, waarna tussen president en premier een crisis uitbrak. Die leidde in 2004 tot vervroegde parlementsverkiezingen, waarbij de Sri Lankaanse Vrijheidspartij van Kumaratunga weer de grootste werd. De president wees Mahinda Rajapaksa aan als premier. Hij volgde haar een jaar later op als president van Sri Lanka.